# Opogona scaphopis
Opogona scaphopis är en fjärilsart som beskrevs av Edward Meyrick 1909. Opogona scaphopis ingår i släktet Opogona och familjen äkta malar. Inga underarter finns listade i Catalogue of Life.